# Alessandro Juliani
Alessandro Juliani (Montréal, 6 luglio 1975) è un attore, doppiatore e cantante canadese.

## Biografia
È noto per aver interpretato i ruoli di Felix Gaeta in Battlestar Galactica, di Emil Hamilton in Smallville e di Jacapo Sinclair  nella serie tv The 100. È ricordato anche come doppiatore del personaggio di Elle nell'edizione in lingua inglese dell'anime Death Note e dei film live action relativi. Tra le sue più recenti apparizioni lo troviamo anche nella serie tv di Netflix Le terrificanti avventure di Sabrina nel ruolo del Doctor Cerberus, e nella serie Limetown di Facebook Watch nel ruolo di Oskar Totem.

## Filmografia parziale

### Cinema
- Chaos Theory, regia di Marcos Siega (2007)
- L'uomo d'acciaio, regia di Zack Snyder (2013)
- The War - Il pianeta delle scimmie, regia di Matt Reeves (2017)

### Televisione
- Stargate SG-1, serie TV, 3 episodi (2000-2006)
- Battlestar Galactica, miniserie televisiva (2003)
- Battlestar Galactica, serie TV (2004-2009)
- Battlestar Galactica: Razor, regia di Félix Enríquez Alcalá (2007)
- Battlestar Galactica: The Face of the Enemy, webserie (2008-2009)
- Battlestar Galactica: The Plan, regia di Edward James Olmos (2009)
- Smallville - serie TV, 14 episodi (2009-2011)
- Fringe - serie TV, episodio 4x16 (2012)
- The 100 - serie TV, 20 episodi (2014-2017)
- X-Files - serie TV, episodio 10x04 (2016)
- Bates Motel - serie TV, episodio 4x5 (2016)
- The Magicians - serie TV, episodio 2x4 (2017)
- Le terrificanti avventure di Sabrina - serie TV, 13 episodi (2018-2020)
- Limetown - serie TV, 6 episodi (2019)
- Supernatural - serie TV, episodio 15x17 (2020)
- Salvation - serie TV, episodio 2x09 (2020)
- Away - serie TV, 3 episodi (2020)
- Big Sky - serie TV, 3 episodi (2021)
- Maid - miniserie TV, episodi 2 e 3 (2021)
- Il diavolo in Ohio (Devil in Ohio) – miniserie TV, episodio 1x03 (2022)
- Percy Jackson e gli dei dell'Olimpo (Percy Jackson and the Olimpians) - serie TV, episodio 1x04 (2023)

## Doppiatori italiani
Nelle versioni in italiano dei suoi lavori, Alessandro Juliani è stato doppiato da:
- Fabrizio Vidale in Battlestar Galactica (miniserie), Battlestar Galactica, Battlestar Galactica: Razor, Battlestar Galactica: The Plan
- Antonio Palumbo in X-Files, Il diavolo in Ohio
- Davide Lepore in Smallville (ep. 8x20, 8x21, st. 9-10), L'uomo d'acciaio
- Gianluca Solombrino in The 100, Percy Jackson  e gli dei dell'olimpo
- Raffaele Palmieri in Le terrificanti avventure di Sabrina (st. 3-4), Away
- Fabio Gervasi in Le terrificanti avventure di Sabrina (st. 1-2)
- Alessandro Budroni in Smallville (ep. 8x12)
- Stefano Billi in Fringe
- Donato Sbodio in Continuum
- Roberto Pedicini in Motive
- Alberto Angrisano in Supernatural
- Andrea Lavagnino in Big Sky